# گیورگی گیورگیف (جودوکار)
گیورگی گیورگیف (انگلیسی: Georgi Georgiev؛ زادهٔ ۳۰ ژانویه ۱۹۷۶) جودوکار اهل بلغارستان بود.
وی در مسابقات کشوری و بین‌المللی در مجموع برندهٔ ۴ مدال برنز شده‌است.